# SSE5
SSE5 (англ. Streaming SIMD Extensions version 5 ) — розширення системи команд, запропоноване AMD 30 серпня 2007, як доповнення до 128-розрядних інструкцій ядра SSE в архітектурі AMD64.
AMD вирішила не втілювати SSE5 так, як пропонувалося спочатку. У травні 2009 року AMD замінила SSE5 трьома меншими наборами команд, названими XOP, FMA4 і CVT16, які зберігають запропоновану функціональність SSE5, але по-іншому кодують інструкції для кращої сумісності з набором команд AVX, запропонованим компанією Intel.
Три набори інструкцій, отриманих від SSE5, були представлені в ядрі процесора Bulldozer, випущеному в жовтні 2011 року за технологією 32 нм.

## Джерело
1. ↑  Dave Christie (7 травня 2009), Striking a balance, AMD Developer blogs, архів оригіналу за 4 листопада 2013, процитовано 4 листопада 2013 {{citation}}: Проігноровано невідомий параметр |archivelink= (довідка)
2. ↑  Hruska, Joel (14 листопада 2008). AMD Fusion now pushed back to 2011. Ars Technica. Архів оригіналу за 30 квітня 2012. Процитовано 18 березня 2022.